# S/2010 J 2
S/2010 J 2 — нерегулярний зовнішній супутник Юпітера.

## Історія відкриття
S/2010 J 2, як і S/2010 J 1 — відносяться до нових відкриттів, зроблених останніми роками.
S/2010 J 2 був відкритий 8 вересня 2010 року Крістіаном Вейллетом за допомогою 3,6-метрового телескопу Канада-Франція-Гаваї. Повідомлення про відкриття було зроблено 1 червня 2011 року.

## Орбіта
S/2010 J 2 робить повний оберт навколо Юпітера на відстані в середньому 20,307 млн км за 588,82 дні.
Орбіта має ексцентриситет 0,30761. Нахил орбіти до локальної площини Лапласа 150,36°, тобто вона є ретроградною. Ці дані дозволяють припустити, що S/2010 J 2 належить до групи Ананке.

## Фізичні характеристики
Діаметр S/2010 J 2 становить близько 1 км. Супутник складається в основному із силікатних порід, тому його густину можна оцінити в 2,6 г/см³.